# 화이트헤드상
화이트헤드상(Whitehead Prize)은 런던 수학 협회가 매년 영국에서 활동하는 초기 단계의 여러 수학자에게 수여하는 상이다. 이 상은 호모토피 이론의 선구자인 J. H. C. 화이트헤드를 기념하여 명명되었다.
보다 구체적으로 말해, 수상 대상으로 고려되는 사람들은 수상 연도의 1월 1일을 기준으로 영국에 거주했거나 영국에서 교육을 받아야 한다. 또한, 후보자는 박사후 연구원 수준에서 15년 미만의 근무 경력을 가지고 있어야 하며, 학회로부터 다른 상을 받은 적이 없어야 한다.
상이 제정된 이래로 연간 2개 이하만 수여될 수 있었지만 1999년에는 응용 수학, 수리 물리학 및 수학, 컴퓨터 과학 분야를 포함한 수학 전반에 걸쳐 상을 수여할 수 있도록 4개로 늘어났다.
시니어 화이트헤드상은 이전 수상과 관련된 거주 요건 및 규칙과 유사하지만 경험이 풍부한 수학자를 인정하기 위한 것이다.